# NGC 6893
NGC 6893 est une vaste galaxie lenticulaire barrée située dans la constellation du Télescope. Sa vitesse par rapport au fond diffus cosmologique est de 2 261 ± 27 km/s, ce qui correspond à une distance de Hubble de 42,9 ± 3,0 Mpc (∼140 millions d'al). NGC 6893 a été découverte par l'astronome britannique John Herschel en 1834.
À ce jour, trois mesures non basées sur le décalage vers le rouge (redshift) donnent une distance de 46,633 ± 26,314 Mpc (∼152 millions d'al), ce qui est à l'intérieur des valeurs de la distance de Hubble en raison de l'écart-type élevé provenant de l'incohérence de cet échantillon.

## Groupe de NGC 6868
Selon A. M. Garcia NGC 6893 fait partie du groupe de NGC 6868. Ce groupe de galaxies renferme au moins 11 membres.  Les autres galaxies sont NGC 6851, NGC 6861, NGC 6868, NGC 6870, NGC 6875, IC 4943, NGC 6861D (PGC 64153), NGC 6875A (PGC 64240), ESO 233-36 et ESO 284-47.